# Jednostka regionalna Itaka
Jednostka regionalna Itaka (nwgr.: Περιφερειακή ενότητα Ιθάκης) – jednostka administracyjna Grecji w regionie Wyspy Jońskie. Powołana do życia 1 stycznia 2011 w wyniku przyjęcia nowego podziału administracyjnego kraju. W 2021 roku liczyła 2,7 tys. mieszkańców.
W skład jednostki wchodzi gmina Itaka.